# Sopronkőhida
Sopronkőhida (deutsch Steinambrückl) ist ein Ortsteil der ungarischen Stadt Sopron, die im Kreis Sopron im Komitat Győr-Moson-Sopron liegt. Im Jahr 2022 gab es in Sopronkőhida 206 Wohnungen und 1171 Einwohner.

## Lage
Der Ortsteil liegt fünf Kilometer nordöstlich des Zentrums von Sopron und vier Kilometer südlich der Grenze zu Österreich an dem Fluss Rákos-patak. Sopronkőhida grenzt im Norden und Osten unmittelbar an die Gemeinde Fertőrákos, südlich befindet sich der Ortsteil Tómalom und südwestlich der Ortsteil Jánostelep.

## Verwaltung
Seit 2007 bilden die Ortsteile Sopronkőhida, Tómalom und Jánostelep eine Verwaltungseinheit.

## Infrastruktur
Eine besondere Bedeutung hat das Gefängnis von Sopronkőhida (ungarisch Sopronkőhidai Fegyház és Börtön), das im Jahr 1883 erbaut wurde. Seit der Monarchie war das Gefängnis in der Vergangenheit dafür bekannt, dass dort vor allem politische Gefangene verschiedener Nationalitäten inhaftiert, gefoltert und hingerichtet wurden. So wurde der ungarische Politiker, Journalist und Widerstandskämpfer Endre Bajcsy-Zsilinszky zur Zeit des Nationalsozialismus dort am 24. Dezember 1944 gehängt.
In den letzten Jahren wurde das Gefängnis modernisiert, erweitert und zählt mittlerweile zu den größten in Ungarn. Heute sind dort über 700 Personen inhaftiert und im Gefängnis sind 250 Personen beschäftigt.

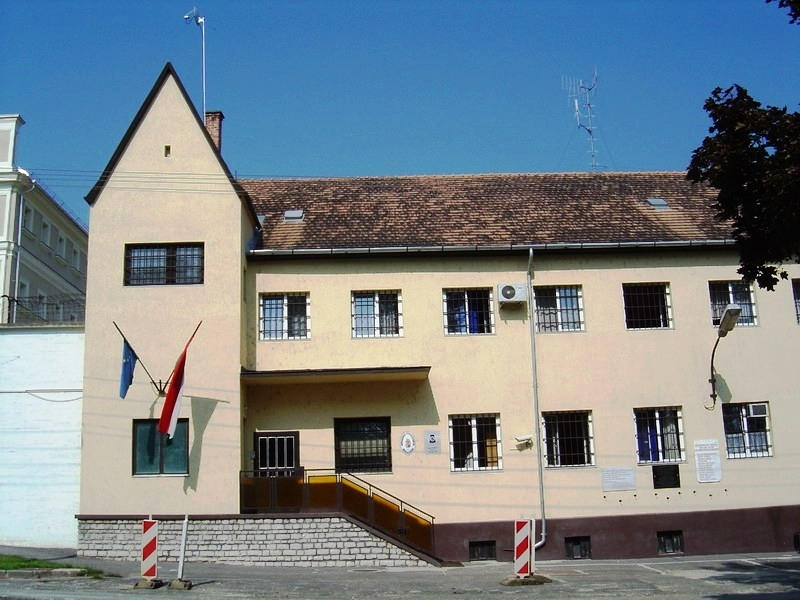
Eingang des Gefängnisses von Sopronkőhida
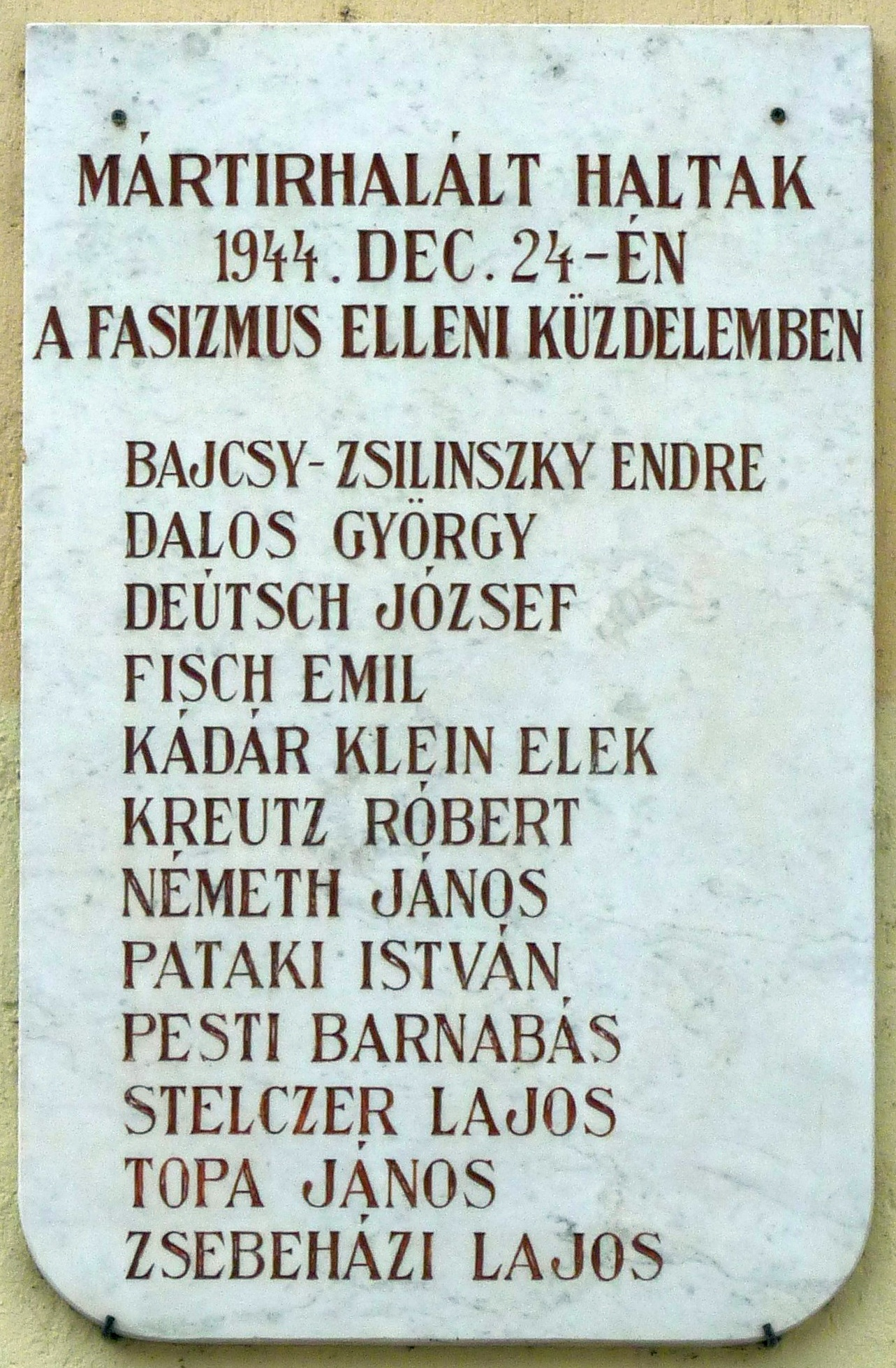
Gedenktafel für die am 24. Dezember 1944 im Gefängnis Hingerichteten
Statue Éljen a szabadság! von Aladár Farkas

## Sehenswürdigkeiten
- Römisch-katholische Kapelle Szent Kereszt felmagasztalása
- Statue Éljen a szabadság!, erschaffen 1960 von Aladár Farkas anlässlich des 15. Jahrestages der Befreiung[2]
- Gyöngyvirág Tanösvény (Naturlehrpfad)
- Gedenkstätte zum Paneuropäischen Picknick, nördlich an der österreichischen Grenze

## Verkehr
Durch Sopronkőhida führt die Landstraße Nr. 8527. Es bestehen Busverbindungen nach Fertőrákos und Sopron, wo sich der nächstgelegene Bahnhof befindet. Durch Sopronkőhida führt der Fahrradweg B14, der von Sopron über Sankt Margarethen nach Eisenstadt führt.